# North (Barclay James Harvest)
North is het studioalbum van John Lees’ Barclay James Harvest uit 2013. Het is het eerste studioalbum van die muziekgroep sinds 1999 toen Nexus verscheen. De band bleef ondertussen wel optreden. De breuk binnen (het oude) Barclay James Harvest heeft de continuatie van de band geen goed gedaan. De ruzie tussen John Lees en Les Holroyd had tot gevolg dat de muziek van BJH snel vergeten werd. Het album verscheen op het platenlabel Esoteric Antenna. Dat label is gekoppeld aan Esoteric Recordings, waarop een aantal maanden voor het verschijnen van dit album oud materiaal van de band verscheen. 
Na de uitgave ging BJH ook op korte tournee. In het voorprogramma speelden Gordon Giltrap en Oliver Wakeman om hun laatste album te promoten, dat album getiteld Ravens and lullabies verscheen ook bij Esoteric Antenna. 

## Musici
- John Lees – gitaar, zang,
- Graig Fletcher – basgitaar, toetsinstrumenten, zang
- Jez Smith – toetsinstrumenten, zang
- Kev Whitehead – slagwerk, zang

Met
- The Frugal Horns op On top of the world: John J. Lees (cornet), Graham Batley (cornet), Jolyon Stead (eufonium), Burce Jones (trombone
- John J Lees: flugelhorn op The end of the day

## Muziek
Het album verscheen in diverse versies.

| Nr. | Titel                                                   | Duur |
| --- | ------------------------------------------------------- | ---- |
| 1.  | If you were here now (Lees, Fletcher, Smith, Whitehead) | 5:49 |
| 2.  | Ancient waves (Lees, Fletcher, Smith, Whitehead)        | 7:10 |
| 3.  | In wonderland (Lees, Fletcher, Smith, Whitehead)        | 5:49 |
| 4.  | On leave (Lees, Fletcher, Smith, Whitehead)             | 9:11 |
| 5.  | The real deal (Lees, Fletcher, Smith, Whitehead)        | 5:49 |
| 6.  | On top of the world (Lees, Fletcher, Smith, Whitehead)  | 5:40 |
| 7.  | Unreservedly yours (Lees, Fletcher, Smith, Whitehead)   | 4:51 |
| 8.  | North (Lees, Fletcher, Smith, Whitehead)                | 8:29 |
| 9.  | The end of the day (Lees, Fletcher, Smith, Whitehead)   | 2:34 |

De elpeeversie mist Ancient waves en On top of the World. The end of the day is gebaseerd op het gelijknamige gedicht van Ammon Wrigley.
| Nr. | Titel                     | Duur  |
| --- | ------------------------- | ----- |
| 1.  | Ursula (The Swansea song) | 3:07  |
| 2.  | Galadriel                 | 3:07  |
| 3.  | Mocking bird]             | 8:05  |
| 4.  | Ball and chain            | 4:34  |
| 5.  | Summer soldier            | 8:44  |
| 6.  | Medicine man              | 8:27  |
| 7.  | Song for dying            | 9:27  |
| 8.  | The poet/After the day    | 10:15 |

Opnamen voor CD2 vonden plaats op 13 februari 2011 in Buxton, The Opera House